# Fighting Demons
Fighting Demons è il quarto album in studio del rapper statunitense Juice Wrld, pubblicato il 10 dicembre 2021 dalla Grade A Productions e Interscope Records.

## Descrizione
Si tratta del secondo progetto postumo dell'interprete, morto a causa di un attacco epilettico dovuto ad una overdose di sostanze stupefacenti l'8 dicembre 2019.

## Tracce
1. Burn – 3:37
2. Already Dead – 3:51
3. You Wouldn't Understand – 2:50
4. Wandered to LA (con Justin Bieber) – 3:08
5. Eminem Speaks – 2:13
6. Rockstar in His Prime – 3:00
7. Doom – 3:37
8. Go Hard – 2:14
9. Juice WRLD Speaks – 1:29
10. Not Enough – 2:51
11. Feline (feat. Polo G & Trippie Redd) – 3:32
12. Relocate – 3:28
13. Juice WRLD Speaks 2 – 3:10
14. Until the Plug Comes Back Around – 2:53
15. From My Window – 3:07
16. Girl of My Dreams (con Suga dei BTS) – 3:46
17. Feel Alone – 3:50
18. My Life in a Nutshell – 3:09

Complete edition
1. Go Hard 2.0 – 3:35

Extended edition
1. Cigarettes – 3:47

Deluxe edition
1. Sometimes – 4:20
2. Rich and Blind – 3:09
3. Legends – 3:12

## Classifiche

### Classifiche settimanali
| Classifica (2021-22) | Posizione massima |
| -------------------- | ----------------- |
| Australia            | 7                 |
| Austria              | 12                |
| Belgio (Fiandre)     | 10                |
| Belgio (Vallonia)    | 83                |
| Canada               | 3                 |
| Danimarca            | 6                 |
| Finlandia            | 10                |
| Francia              | 102               |
| Germania             | 21                |
| Irlanda              | 12                |
| Islanda              | 14                |
| Italia               | 51                |
| Lituania             | 5                 |
| Norvegia             | 5                 |
| Nuova Zelanda        | 4                 |
| Paesi Bassi          | 5                 |
| Regno Unito          | 8                 |
| Spagna               | 96                |
| Stati Uniti          | 2                 |
| Svezia               | 13                |
| Svizzera             | 12                |

### Classifiche di fine anno
| Classifica (2022) | Posizione |
| ----------------- | --------- |
| Belgio (Fiandre)  | 117       |